# Churchill Cup 2011
La Churchill Cup 2011 fu la 9ª ed ultima edizione della Churchill Cup, torneo internazionale di rugby a 15 organizzato annualmente dall'International Rugby Board.
L'edizione si tenne in Inghilterra dal 4 al 18 giugno e vide la presenza, quali invitate, di: Italia A, Russia e Tonga.
La manifestazione ebbe luogo nelle città di Northampton, Esher e Gloucester, per la fase a gironi, mentre le finali Cup, Plate e Bowl, vennero disputate a Worcester.
La vittoria della coppa andò agli inglesi che, battendo in finale il Canada, si aggiudicarono il loro sesto torneo su nove edizioni complessive.

## Squadre partecipanti
| Girone A                               | Girone B                     |
| -------------------------------------- | ---------------------------- |
| - England Saxons - Tonga - Stati Uniti | - Canada - Italia A - Russia |

## Fase a gironi

### Girone A
| Data      | Incontro                     | Risultato | Sede        |
| --------- | ---------------------------- | --------- | ----------- |
| 4-6-2011  | England Saxons — Stati Uniti | 87–8      | Northampton |
| 8-6-2011  | Tonga — Stati Uniti          | 44–13     | Esher       |
| 12-6-2011 | England Saxons — Tonga       | 41–14     | Gloucester  |

#### Classifica
|    | Squadra        | G | V | N | P | PF  | PS  | diff. | BM | BS | PT |
| -- | -------------- | - | - | - | - | --- | --- | ----- | -- | -- | -- |
| A1 | England Saxons | 2 | 2 | 0 | 0 | 128 | 22  | +106  | 2  | 0  | 10 |
| A2 | Tonga          | 2 | 1 | 0 | 1 | 58  | 54  | +4    | 1  | 0  | 5  |
| A3 | Stati Uniti    | 2 | 0 | 0 | 2 | 21  | 131 | –110  | 0  | 0  | 0  |

### Girone B
| Data      | Incontro          | Risultato | Sede        |
| --------- | ----------------- | --------- | ----------- |
| 4-6-2011  | Italia A — Canada | 12–26     | Northampton |
| 8-6-2011  | Russia — Canada   | 18–34     | Esher       |
| 12-6-2011 | Italia A — Russia | 24–19     | Gloucester  |

#### Classifica
|    | Squadra  | G | V | N | P | PF | PS | diff. | BM | BS | PT |
| -- | -------- | - | - | - | - | -- | -- | ----- | -- | -- | -- |
| B1 | Canada   | 2 | 2 | 0 | 0 | 60 | 30 | +30   | 1  | 0  | 9  |
| B2 | Italia A | 2 | 1 | 0 | 1 | 36 | 45 | –9    | 0  | 0  | 4  |
| B3 | Russia   | 2 | 0 | 0 | 2 | 37 | 58 | –21   | 0  | 1  | 1  |

## Finali

### FinaleBowl
| Arbitro: | Dave Pearson |

|                                                 |      |                                       |
| Emerick 24’ Clever 62’ A. Suniula 58’ Enosa 72’ | mt   | 31’ Ostrouško 52’ Vojtov 65’ Artem'ev |
| Malifa 59’, 62’, 73’                            | tr   | 53’, 66’ Kušnarëv                     |
| Malifa 6’, 50’                                  | c.p. | 2’, 48’ Kušnarëv                      |

### FinalePlate
| Arbitro: | Nigel Owens |

|                      |      |                                             |
| Iongi 54’ Malupo 80’ | mt   | 4’ Bocchino 51’ A. Pratichetti 74’ Venditti |
| Morath 80’           | tr   | 5’, 52’, 75’ Tebaldi                        |
| Paea 13’ Morath 69’  | c.p. | 20’, 43’ Tebaldi                            |

### FinaleCup
| Arbitro: | Romain Poite |

|                                                       |      |               |
| Gaskell 21’ Benjamin 23’, 59’ Sharples 67’ Gibson 75’ | mt   |               |
| Clegg 23’, 59’, 75’                                   | tr   |               |
| Clegg 12’, 50’                                        | c.p. | 29’ Pritchard |
|                                                       | drop | 14’ Monro     |